# Barrio de Xanenetla

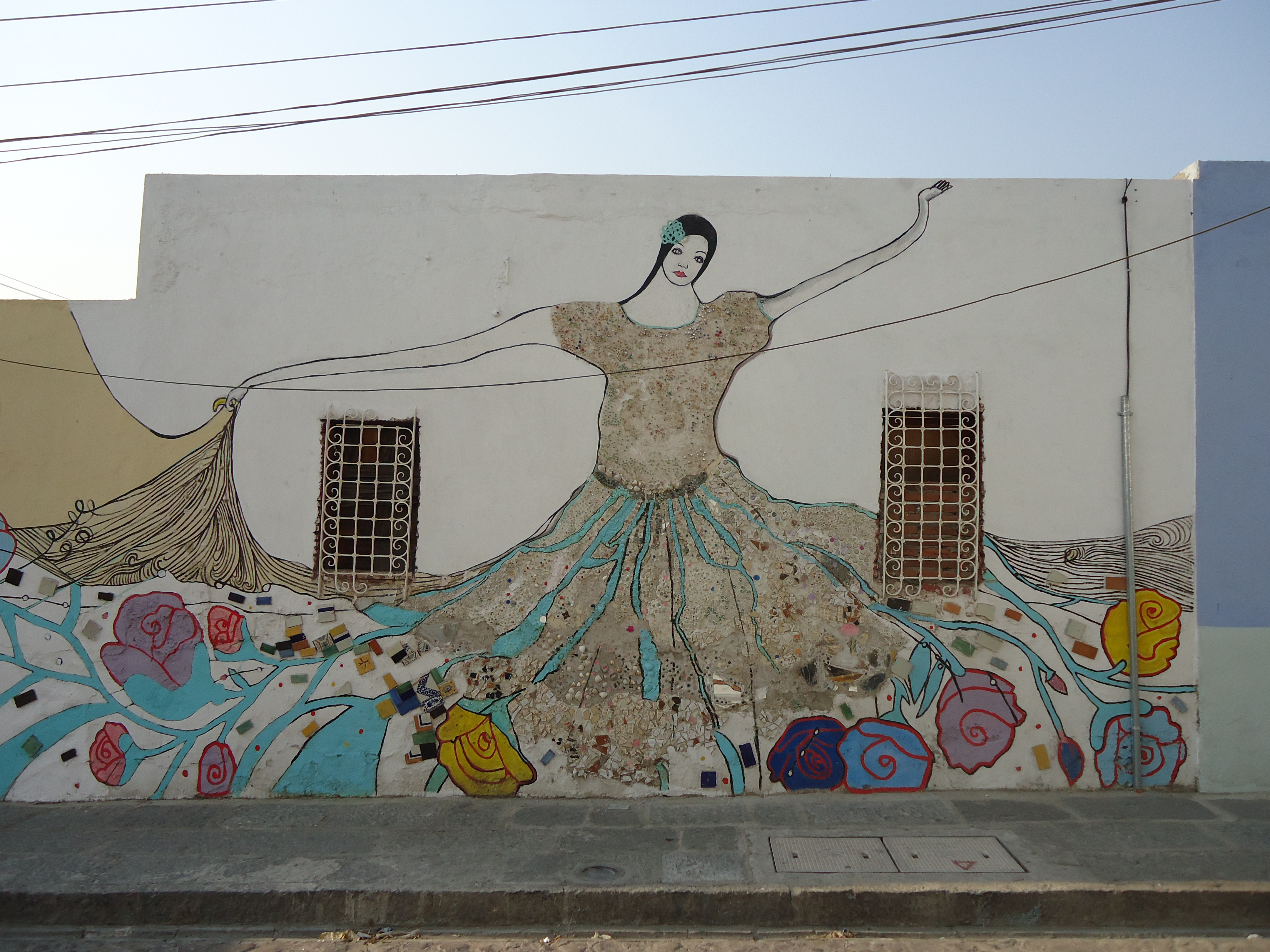
Típico mural en el barrio de Xanenetla

Xanenetla es un barrio de la ciudad de Puebla, capital del estado homónimo, en México. Considerado antiguamente como un barrio bravo, en la actualidad es famoso por sus coloridos murales.
El barrio se encuentra limitado:
- al norte, por los Fuertes de Loreto y Guadalupe;
- al este, por la Calle 8 Norte;
- al sur, por el Boulevard Héroes del 5 de Mayo (que sigue el cauce del río San Francisco, ahora entubado);
- y al oeste, por la Calle 2 Norte (también llamada Calzada Ignacio Zaragoza).

## Historia
El barrio de Xanenetla se creó alrededor del año 1551, por lo que se trata de uno de los barrios más jóvenes del centro histórico de Puebla.
El nombre Xanenetla proviene del náhuatl. Se compone de xalnenetl, un tipo de gravilla que abunda en la zona; y la terminación -tlan, "lugar". Esta piedra arenisca, de origen volcánico, era utilizada principalmente para la construcción. Gracias a esto se establecieron ladrilleras en la zona. Los dueños de estas le regalaron a unos indios, que probablemente eran sus trabajadores, los terrenos ubicados entre los barrios de Texcoco y El Calvario.
Su cercanía con el río San Francisco y sus barreales hicieron que, con el tiempo, el barrio también fuera conocido como el "arrabal de Xanenetla". El nombre oficial y actual de "Barrio de Xanenetla" fue escrito a partir del año 1735.
Dentro del barrio, se encuentra el Campo Santo del Hospital San Pedro, un cementerio del siglo XVIII, en el que se enterraban los cadáveres de los fallecidos del Hospital San Pedro, el actual San Pedro Museo de Arte (Calle 4 Norte esquina Avenida 2 Oriente). El camposanto dejó de funcionar en 1880 al inaugurarse el panteón municipal.

## Plazuela Texcoco
Ubicada en el entronque entre la calle 28 Oriente y 4 Norte, la Plazuela de Texcoco es una referencia obligada al pasar por el barrio. Anteriormente, la calle 4 Norte era conocida también como Calle del Arbolito pues dentro de esta plaza se encontraba un árbol de tipo fresno. De acuerdo a vecinos del lugar, el árbol fue cortado en 1990 por su deterioro.
La fuente al centro de la plazuela data del año 1781, como gratificación a los vecinos de Xanenetla por su ayuda para la construcción del Cuartel de Dragones (o Cuartel de San José) al otro lado del río.

## Iglesia de Santa Inés

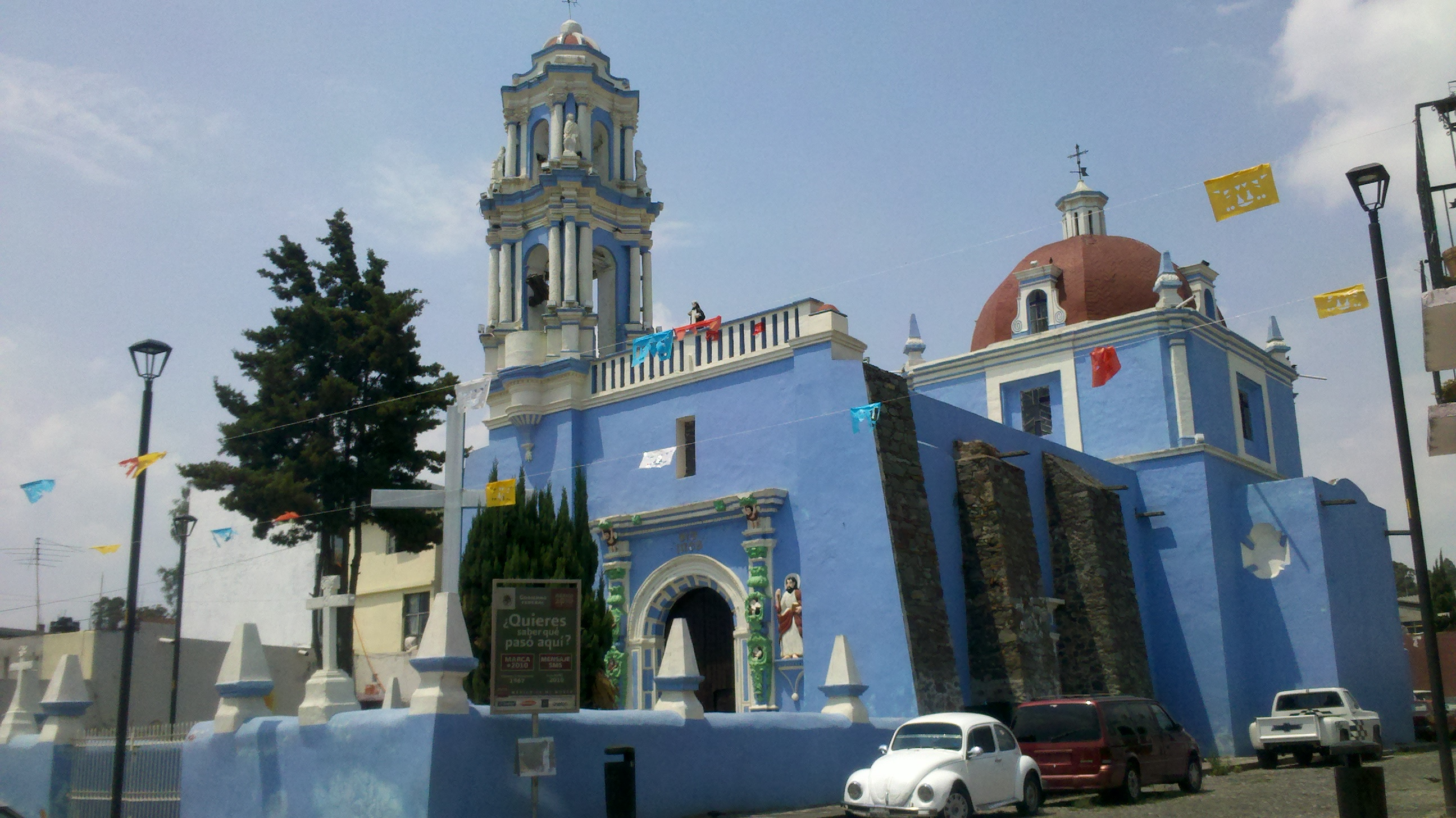
Templo de Santa Inés.

Se encuentra al final de la calle 4 Norte, está dedicada a Santa Inés de Montepulciano y concluyó su construcción en el año 1776. La iglesia en sus inicios dependía de un monasterio dominico frente a la zona de la Concordia. A partir de los años 70, la Iglesia de Santa Inés cuenta con un albergue para niños y personas con discapacidad.

## Estadio Olímpico Ignacio Zaragoza

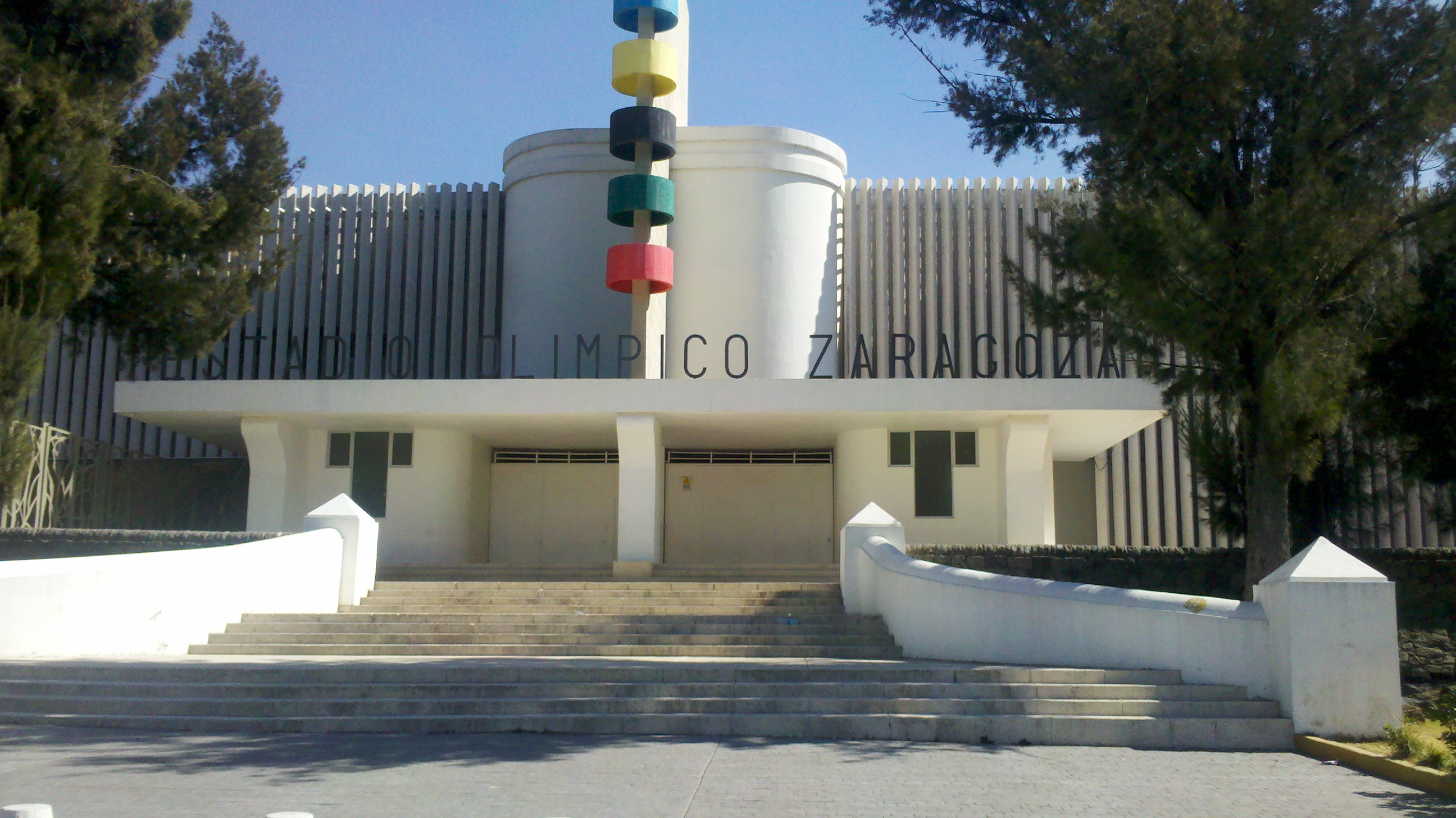
Estadio Olímpico Ignacio Zaragoza

El Estadio Olímpico Ignacio Zaragoza fue construido en el año 1952 y albergó al equipo de béisbol Los Pericos de Puebla; posteriormente en 1968 adquirió el título de "olímpico" al ser una de las sedes los Juegos Olímpicos de México 1968. También ha sido casa de los equipos de fútbol Puebla F.C., Lobos BUAP y club Ángeles de Puebla. En el año de 1981 fue sede de dos conciertos del grupo británico Queen, con lleno total, antes de hacerse conciertos masivos en el país. Con la renovación del estadio se pretende que este funja como sede de grandes conciertos imitando al Foro Sol de la Ciudad de México.

## Turismo
El barrio gozó fama de peligroso hasta principios de los años 1990. A raíz del crecimiento de la ciudad, en la década de los 90 se ampliaron los márgenes del barrio con fraccionamientos residenciales, construcción de casas y centros comerciales, con lo que la violencia y el crimen disminuyeron. En el año 2010, se inauguró un proyecto artístico creado por la organización artística y social Colectivo Tomate. El proyecto consiste de murales que narran historias de las familias y también murales que narren la identidad del barrio. El proyecto buscó traer una nueva percepción por parte de los ciudadanos hacía el barrio y buscó crear identidad con los habitantes del mismo. Existen 75 murales en Xanenetla, tras lo cual comenzó a conocerse como "Puebla Ciudad Mural".

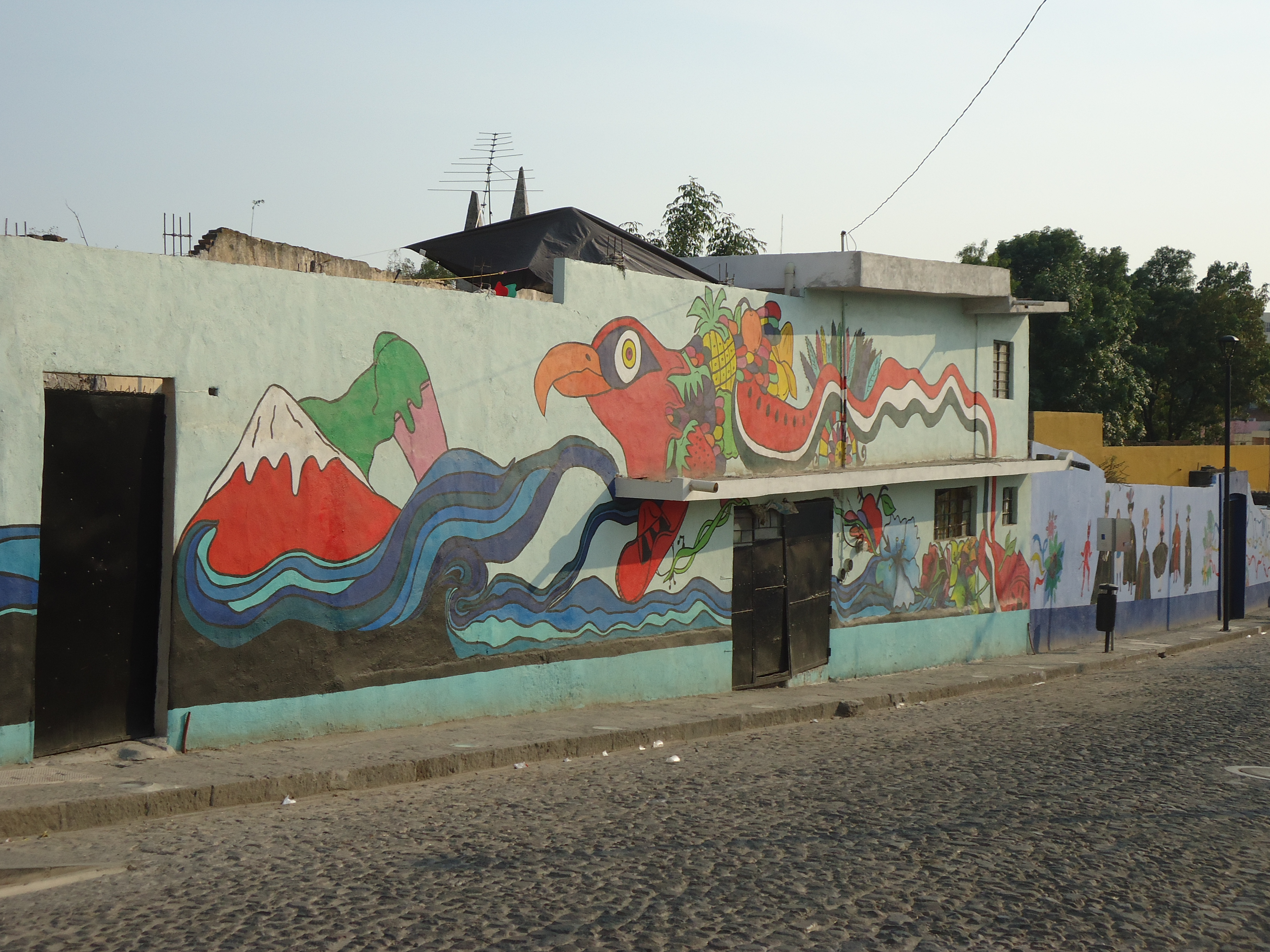
Mural del proyecto de Colectivo Tomate fotografiado en mayo de 2013

Actualmente se llevan a cabo obras para cambio de drenajes, rehabilitación de calles y banquetas, áreas de rodamiento y ciclovías, colocación de iluminación normal y artística, remozamiento de fachadas, bardas y rejas de todas las  casas, con el fin de hacer del barrio un atractivo turístico.
Una vez comenzadas las obras del corredor turístico Los Fuertes - Zócalo, la mayoría de las fachadas de casas del barrio han sido resanadas y se les ha colocado sus respectivos ajustes para cableado subterráneo, lo que ha provocado que aproximadamente la mitad de las fachadas pintadas por Ciudad Mural se hayan visto afectadas, algunas hayan sido pintadas a petición de los vecinos y otras hayan desaparecido.
De igual forma, la introducción de establecimientos en el área ha ido modificando inmuebles históricos, los cuales son intervenidos por particulares para la instalación de comercios en la rama turística.
La Calle 4 Norte, que es la calle principal de acceso al barrio de Xanenetla, fue utilizada en 2012 como locación de la película estadounidense On the Road, basada en el libro homónimo de Jack Kerouac.

## Sitios de interés
La lista original comprende 27 lugares para conocer más acerca de la historia de Puebla y el barrio de Xanenetla. No obstante, las constantes renovaciones solo permiten al visitante conocer las abajo mostradas:
- Templo de Santa Inés del Monte Pulciano de Xanenetla (4 Nte. esquina 30 Ote.)
- Plazuela de Santa Inés (en la parte externa de la iglesia)
- Casa de Niños Hogar Franciscano (costado derecho del templo a Santa Inés)
- Plazuela de Texcoco (4 Nte. y 28 Ote.)
- Arco de San José y Loreto (sobre la Calzada Ignacio Zaragoza y 30 Ote.)
- Casa del Fresno (Plazuela Texcoco — en renovación)
- Capilla del Camposanto de Xanenetla (4 Nte. y 30 Ote.)
- Callejón del Fresno (costado izquierdo de la Plazuela de Texcoco)
- Instituto de Artes Visuales del Estado (Blvd. Héroes del 5 de Mayo entre 2 y 4 Nte.)
- Antiguo puente de Xanenetla (Blvd. Héroes del 5 de Mayo y 4 Norte)

Además, también dentro del barrio se pueden conocer: Ladrillera de la Granja, Alfares de la barranca (Las Ladrilleras), La Rinconada, el Callejón de Salsipuedes, el Callejón del Chirimoyo, la Plazuela del Hogar, la Capilla de la Mora, la fachada del Rancho de Texcoco, los restos del Acueducto, la Calle de los canteros y la Plazuela de la Granja.

## Murales
Una característica del barrio de Xanenetla es que hay decenas de murales en algunos de sus paredes. Estos murales fueron realizados desde 2009 por la comunidad local y el Colectivo Tomate, como una intervención socio-artística que tenía el propósito de crear un espacio para que las personas participaran, experimentaran y tomaran acción positiva a través del arte y la cultura, y así, también, arraigo social.
El acercamiento con las y los vecinos del barrio de Xanenetla se dio a través de las artes participativas, como el teatro, la música y el muralismo. Estas actividades propiciaron la creación colectiva y una forma de narrar las historias del barrio, que quedaron plasmadas en obras murales. Todo ello ha contribuido a resignificar el espacio público y el reconocimiento de las identidades e historias de Xanenetla. Ante el impulso y la inspiración de la labor de Colectivo Tomate, la comunidad planificó e instaló una sala de lectura para niñas, niños y adolescentes, donde se han realizado diversas actividades recreativas y educativas. 
A continuación, se muestran los proyectos que Colectivo Tomate ha desarrollado en Xanenetla desde 2009. También se comparte el número de murales que, en colaboración con artistas y miembros de la comunidad, han quedado expresados en las fachadas de muchas casas del barrio. 
Intervenciones y creación de murales:
| Número de intervención | Proyecto              | Año         | Número de murales |
| 1.ª                    | Etapa 1: Ciudad Mural | 2009 - 2010 | 14                |
| 2.ª                    | Etapa 2: Ciudad Mural | 2011        | 16                |
| 4.ª                    | Etapa 3: Ciudad Mural | 2012-2015   | 26                |
| 5.ª                    | Etapa 4: Ciudad Mural | 2016        | 37                |
| 6.ª                    | Festival Ciudad Mural | 2021        | 27                |
| 7.ª                    | Tómate un Tiempo      | 2022        | 5                 |

Un componente fundamental de la metodología socio-artística de Colectivo Tomate es la facilitación de una amplia diversidad de talleres y la organización de diversas actividades, cuyos propósitos son generar un espacio de encuentro para estrechar lazos y fortalecer la confianza de las y los integrantes de la comunidad.  Algunos de los talleres que se han impartido en Xanenetla, a cargo de miembros del barrio, facilitadoras y facilitadores de Colectivo Tomate y externos son “Modelado en yeso”, “Comunicación no violenta”, “Teatro participativa”, “Historia de Xanenetla”, “Cartografía de las emociones adultxs”, “Taller de lectura”, “Taller de calaveras”, “Taller de biodanza”, entre muchos otros que involucran los métodos elicitivos que caracterizan a la asociación. 
Asimismo, desde 2021, Colectivo Tomate ha reemplazado algunos murales desgastados por el paso del tiempo. El último proyecto que la asociación llevó a cabo en Xanenetla fue Tómate un Tiempo, un proyecto que buscó abonar a la salud psicosocial de la comunidad de Xanenetla y que se llevó a cabo en colaboración con Fundación DEACERO y Comex por un México Bien Hecho. 
Al día de hoy, el corredor artístico está integrado por 78 murales que se han realizado con la gestión de Colectivo Tomate y el apoyo de instancias de gobierno estatal y municipal de Puebla, de la iniciativa privada, como Comex por un México Bien Hecho, y de artistas muralistas locales y nacionales. 